# جاك ليفين (منتج أفلام)
جاك ليفين (بالإنجليزية: Jack Levin)‏ هو منتج أفلام أمريكي، ولد في 17 يوليو 1914، وتوفي في 9 نوفمبر 1999.

## وصلات خارجية
- جاك ليفين على موقع IMDb (الإنجليزية)